# 阿尔比斯山麓阿奥伊格斯特
阿尔比斯山麓阿奥伊格斯特（德語：Aeugst am Albis）是瑞士联邦苏黎世州阿福尔特恩区的市镇。该市镇面积为7.87平方千米，海拔高度696米，2018年12月31日人口数为1,982。

## 外部連結
- 阿尔比斯山麓阿奥伊格斯特官方网站 （页面存档备份，存于） （德文）